# Емфізема легень
Емфізема легень (від дав.-гр. ἐμφυσάω — надуваю, роздмухую, розбухаю) — збільшення об'єму альвеол за рахунок руйнування перетинок між ними. Легені збільшуються в об'ємі, не спадаються, стають млявими, дихальні проходи звужуються. Видих вимагає при емфіземі великих зусиль. Газообмін кисню і вуглекислого газу в альвеолах через пошкодження тканин і закупорки знижується до небезпечного рівня.

## Етіологія, патогенез
Спостерігається зазвичай при хронічному бронхіті, бронхіальній астмі, які проходять з порушенням бронхіальної прохідності. При цьому поступово розвивається розширення альвеол з наступними деструктивними змінами їхніх стінок. В результаті в легенях збільшується кількість повітря, що не видаляється після глибокого видоху (залишкове повітря).
Цей стан, відомий як розрив перетинки, призводить до значної деформації архітектури легень та має важливі функціональні наслідки.
Для подальшого розриву перетинки має значення те, що порожнина більша аніж сума двох альвеолярних порожнин.
Відсутність механічної підтримки зламаної перетинки легень сприяє подальшому збільшенню розриву.

## Чинники
Первинну емфізему легень тривало пов'язували з професійними впливами (склодуви, оркестранти на духових інструментах), або з вродженою слабкістю і атрофією еластичного каркаса легень. Цього не вдалось довести. Зате було виявлене значення дефіциту α1– антитрипсину, що є вродженим дефектом, що передається спадково. Із екзогенних факторів найбільшого значення надають курінню і менше — виробничим полютантам. Продукти куріння (кадмій, оксид азоту) активують альвеолярні макрофаги, лімфоцити, які продукують речовини протеолітичної дії (еластаза, нейтрофільна протеаза, кисла гідролаза) і пригнічують активність інгібіторів протеолізу (α1-антитрипсину). Все це призводить до руйнування тонких структур паренхіми легень. Дихальна недостатність виникає внаслідок зміни еластичних властивостей легень. Вони легко розтягуються, еластична віддача легень зменшується, що утруднює видих.
Причинний мікроорганізм емфіземи виявляється лише приблизно в половині випадків, до основних мікроорганізмів належать Streptococcus milleri, Streptococcus pneumoniae, Staphylococcus aureus, група Enterobacteriaceae, а також Mycobacterium tuberculosis (50 %).
Mycobacterium tuberculosis (TB) — одна з найважливіших причин плевральної інфекції, часто пов'язаної з коінфекцією ВІЛ.

## Клінічні ознаки
Згідно з класифікацією за етіологічним принципом, виділяють:
- первинну дифузну емфізему, що виникає в неушкодженій легені, в генезі якої мають значення генетичні фактори — недостатність α1–антитрипсину. Раніше її називали ідіопатичною;
- вторинну вогнищеву чи дифузну емфізему, що виникає після захворювань бронхолегеневої системи, ще називають емфізема типу Б, «обструктивна емфізема», бронхітична, прогресуюча.

Вторинна вогнищева емфізема виникає при регіональному ураженні бронхіального дерева на ґрунті повторної пневмонії, пневмоконіозу, туберкульозу, часто вимагає хірургічної тактики лікування.
Вторинна дифузна емфізема пов'язана з хронічним обструктивним бронхітом і характеризується незворотними змінами респіраторної тканини прогресуючого перебігу. При обструктивному бронхіті зниження внутрішньогрудного тиску під час вдиху викликає пасивне розтягнення бронхіального просвіту і зменшує ступінь бронхіальної обструкції. Позитивний внутрішньогрудний тиск під час видиху викликає додатково компресію бронхіальних гілок і підсилюючи бронхіальну обструкцію, сприяє затримці повітря в альвеолах і їх перерозтягненню. Певне значення має перехід запалення з бронхіол на альвеоли з розвитком альвеоліту і деструкції альвеолярних перетинок.
Класичні ознаки емфіземи: виражена задишка, ціаноз, бочкоподібність грудної клітки, розширення і вибухання міжреберних проміжків, згладженість і вибухання надключичних ямок, зменшення дихальної екскурсії легень, коробковий перкуторний звук, зменшення меж серцевої тупості, ослаблене дихання. Наявність цих ознак робить правомірним діагноз емфіземи, однак їх відсутність не виключає її, особливо вторинної дифузної, клінічна картина якої маскується обструктивним бронхітом.
Класична «емфізематозна грудна клітка» при вторинній емфіземі зустрічається не так часто. Також рідко виявляється низьке стояння діафрагми. Ослаблене дихання маскується аускультативними ознаками обструктивного бронхіту. Діагностично більш цінними є ознаки обмеження рухливості легеневого краю, невизначена серцева тупість, коробковий звук над легенями.
Задишка, ціаноз, перкуторні ознаки підвищеної повітряності легеневої тканини і розширення її у хворого, що давно кашляє, дають підстави вже при першому обстеженні передбачити вторинну дифузну емфізему.
Швидкопрогресуюча вторинна емфізема ускладнюється булами, при яких можливий розвиток пневмотораксу.
Можливі синкопальні стани в формі бетолепсії (розлади свідомості на висоті кашльового пароксизму із судомами чи без них). Запаморочення пов'язують з підвищенням внутрішньогрудного тиску при кашлі і порушенням венозного відтоку, або ішемією головного мозку внаслідок артеріальної гіпотонії, що підсилюється в період кашлю.
Розлади газового складу і кислотно-лужної рівноваги (гіпоксія, гіперкапнія, метаболічний ацидоз) можуть сприяти розвитку легеневої гіпертензії, зниженню скоротливої функції міокарда.
При первинній дифузній емфіземі основною клінічною ознакою є задишка без кашлю, що виникає у молодому віці без попереднього хронічного бронхіту. При незначному фізичному навантаженні хворі здійснюють видих при зімкнутих губах, надуваючи при цьому щоки («пихтять»). Цим маневром вони інстинктивно підвищують тиск в бронхіальному дереві під час видиху, щоб обмежити експіраторний пролапс безхрящевих бронхів, пов'язаний із зниженням еластичних властивостей легеневої тканини.
Перкусія — коробковий звук, зменшення меж серцевої тупості, низьке розміщення і обмеження рухливості нижніх країв легень.
Аускультація — ослаблене везикулярне дихання іноді з подовженим видихом, ослаблення серцевих тонів.
Рентгенологічно: збільшення загальної площі і прозорості легеневих полів, ослаблення судинного легеневого малюнка. Діафрагма нижче VI ребра спереду, сплющена. Серце — капельне.
Томореспіраторна проба: прозорість легень при вдиху і видиху не змінюється: томографію грудної клітки в площині бронхосудинного пучка в боковій проєкції проводять при максимальному вдихові і видихові; прозорість легень залишається однаковою, судини не зміщуються, рухливість діафрагми обмежена або відсутня.
Функціональна діагностика: зниження об'єму форсованого видиху за 1с, індексу Вотчала-Тіфно і життєвої ємкості легень (ЖЕЛ). Збільшення загальної і залишкової ємкостей. Діагноз підтверджується виявленням дефекту в системі протеаз. В легенях немає виражених змін бронхіального дерева, вентиляція порушена вторинно і зміни стосуються порушення дифузії газів в респіраторних відділах. Газовий склад крові тривало зберігається нормально. В той час хворі мають вигляд рожевих «пихтунів».
У розвитку вторинної емфіземи має значення:
- поширення запального процесу з стінок бронхіол на центр ацинуса, тому деструкція починається з центру ацинуса;
- практично незворотна обструкція бронхіального дерева, що призводить до підвищення внутрішньоальвеолярного тиску, що збільшує деструкцію альвеолярних перетинок.

Внаслідок альвеолярної гіпоксії, зумовленої порушенням вентиляції, виникає дифузний артеріолоспазм (рефлекс Ейлера), що веде до легеневої гіпертензії і легеневого серця. Цей процес поглиблюється зменшенням ємності судинного русла в малому колі кровообігу внаслідок руйнування капілярів міжальвеолярних перетинок. Виникає тип Б, бронхітичний тип емфіземи. Хворі мають вигляд «синюшних набряківців». Синюшність зумовлена ранньою гіпоксемією, а набряковий синдром виникає внаслідок декомпенсації хронічного легеневого серця.

## Лікування
1. Раннє виявлення і лікування хворих з хронічним бронхітом.
2. Використання засобів, що покращують бронхіальну прохідність, що попереджують метаболічні ускладнення, респіраторний ацидоз, покращують артеріалізацію крові.

## Профілактика
Первинна профілактика — попередження хронічної бронхіальної обструкції, виключення шкідливих звичок (куріння), повітряних іритантів. При первинній емфіземі — симпатоматична терапія. Раннє призначення антибіотиків при приєднанні бронхолегеневої інфекції, раннє обмеження фізичного навантаження, виключення факторів, що мають пошкоджуючу дію на легені. Рекомендуються заходи по попередженню респіраторних захворювань у носіїв дефіциту α1-антитрипсину: протигрипозна вакцинація, імунотерапія інтерфероном в епідемічних ситуаціях, вітамінотерапія. Раннє виключення всіх відомих подразників з оточення хворого. При вторинній емфіземі має значення своєчасне ефективне лікування хронічного бронхіту. Призначають бронхолітики (еуфілін, ефедрин, теопек), муколітики, інгібітори АПФ (для зниження тиску в малому колі кровообігу). В останні роки широкого використання набули аерозольні інгалятори пролонгованої дії (дитек, беродуал, комбівент) у поєднанні з антагоністами кальцію.